# سارپ لونداوغلو
سارپ لونداوغلو (انگلیسی: Sarp Levendoğlu؛ زادهٔ ۲۵ دسامبر ۱۹۸۱) بازیگر، کارگردان اهل ترکیه است. وی از سال ۲۰۰۲ میلادی تاکنون مشغول فعالیت بوده‌است.